# Wahlkreis Acireale (Camera dei deputati)
Der Wahlkreis Acireale war von 1993 bis 2005 und ist seit 2017 wieder ein Wahlkreis (italienisch collegio elettorale) für die Wahl der Abgeordnetenkammer.

## Von 1993 bis 2005

### Wahlkreisgebiet
Der Wahlkreis umfasste 10 Gemeinden (Aci Bonaccorsi, Aci Catena, Aci Sant’Antonio, Acireale, Nicolosi, Pedara, Santa Venerina, Trecastagni, Viagrande und Zafferana Etnea).

### Wahlergebnisse

#### Parlamentswahl 1994

##### Direktstimmen
| Kandidaten               | Kandidaten                    | Parteien                                          | Stimmen | %    |
| ------------------------ | ----------------------------- | ------------------------------------------------- | ------- | ---- |
|                          | Paolo Tringaligewählt         | Polo del Buon Governo (FI – AN – CCD – UdC – PLD) | 47.563  | 61,2 |
|                          | Enrico Maria Francesco Escher | Progressisti                                      | 15.657  | 20,1 |
|                          | Antonino Nicotra              | Patto per l’Italia                                | 13.323  | 17,1 |
|                          | Antonino Scalia               | Socialdemocrazia per le Libertà                   | 1.209   | 1,6  |
| Gesamt                   | Gesamt                        | Gesamt                                            | 77.752  | 100  |
|                          |                               |                                                   |         |      |
| Ungültige Stimmen        | Ungültige Stimmen             | Ungültige Stimmen                                 | 8.472   | 9,8  |
| Wähler                   | Wähler                        | Wähler                                            | 86.224  | 84,2 |
| Wahlberechtigte          | Wahlberechtigte               | Wahlberechtigte                                   | 102.442 |      |
|                          |                               |                                                   |         |      |
| Quelle: Innenministerium |                               |                                                   |         |      |

##### Listenstimmen
| Parteien                           | Parteien                         | Parteien                         | Stimmen | %    |
| ---------------------------------- | -------------------------------- | -------------------------------- | ------- | ---- |
|                                    | Polo del Buon Governo            | Forza Italia                     | 27.074  | 36,1 |
| Alleanza Nazionale                 | Polo del Buon Governo            | 20.104                           | 26,8    |      |
| ↳ Gesamt                           | Polo del Buon Governo            | 47.178                           | 62,8    |      |
|                                    | Progressisti                     | La Rete                          | 7.037   | 9,4  |
| Partito Democratico della Sinistra | Progressisti                     | 5.545                            | 7,4     |      |
| Partito Socialista Italiano        | Progressisti                     | 1.412                            | 1,9     |      |
| ↳ Gesamt                           | Progressisti                     | 13.994                           | 18,6    |      |
|                                    | Patto per l’Italia               | Partito Popolare Italiano        | 4.923   | 6,6  |
| Patto Segni                        | Patto per l’Italia               | 4.433                            | 5,9     |      |
| ↳ Gesamt                           | Patto per l’Italia               | 9.356                            | 12,5    |      |
|                                    | Lista Marco Pannella             | Lista Marco Pannella             | 2.670   | 3,6  |
|                                    | Socialdemocrazia per le Libertà  | Socialdemocrazia per le Libertà  | 491     | 0,7  |
|                                    | Movimento Repubblicano           | Movimento Repubblicano           | 415     | 0,6  |
|                                    | Solidarietà Occupazione Sviluppo | Solidarietà Occupazione Sviluppo | 322     | 0,4  |
|                                    | Democrazia Siciliana             | Democrazia Siciliana             | 318     | 0,4  |
|                                    | Rinnovamento Democratico         | Rinnovamento Democratico         | 159     | 0,2  |
|                                    | Movimento Popolare Cristiano     | Movimento Popolare Cristiano     | 112     | 0,1  |
|                                    | Lista Franco Greco               | Lista Franco Greco               | 55      | 0,1  |
| Gesamt                             | Gesamt                           | Gesamt                           | 75.070  | 100  |
|                                    |                                  |                                  |         |      |
| Ungültige Stimmen                  | Ungültige Stimmen                | Ungültige Stimmen                | 11.154  | 12,9 |
| Wähler                             | Wähler                           | Wähler                           | 86.224  | 84,2 |
| Wahlberechtigte                    | Wahlberechtigte                  | Wahlberechtigte                  | 102.442 |      |
|                                    |                                  |                                  |         |      |
| Quelle: Innenministerium           |                                  |                                  |         |      |

#### Parlamentswahl 1996

##### Direktstimmen
| Kandidaten               | Kandidaten            | Parteien            | Stimmen | %    |
| ------------------------ | --------------------- | ------------------- | ------- | ---- |
|                          | Paolo Tringaligewählt | Polo per le Libertà | 45.348  | 61,0 |
|                          | Antonino Pulvirenti   | L’Ulivo             | 22.349  | 30,0 |
|                          | Domenico Trimarchi    | Fiamma Tricolore    | 6.703   | 9,0  |
| Gesamt                   | Gesamt                | Gesamt              | 74.400  | 100  |
|                          |                       |                     |         |      |
| Ungültige Stimmen        | Ungültige Stimmen     | Ungültige Stimmen   | 12.077  | 14,0 |
| Wähler                   | Wähler                | Wähler              | 86.477  | 80,6 |
| Wahlberechtigte          | Wahlberechtigte       | Wahlberechtigte     | 107.298 |      |
|                          |                       |                     |         |      |
| Quelle: Innenministerium |                       |                     |         |      |

##### Listenstimmen
| Parteien                                          | Parteien                                   | Parteien                                   | Stimmen | %    |
| ------------------------------------------------- | ------------------------------------------ | ------------------------------------------ | ------- | ---- |
|                                                   | Polo per le Libertà                        | Forza Italia                               | 26.007  | 34,8 |
| Alleanza Nazionale                                | Polo per le Libertà                        | 17.891                                     | 24,0    |      |
| CCD – CDU                                         | Polo per le Libertà                        | 6.067                                      | 8,1     |      |
| ↳ Gesamt                                          | Polo per le Libertà                        | 49.965                                     | 66,9    |      |
|                                                   | L’Ulivo                                    | Partito Democratico della Sinistra         | 7.016   | 9,4  |
| Popolari per Prodi (PPI – SVP – PRI – UD – Prodi) | L’Ulivo                                    | 3.167                                      | 4,2     |      |
| Rinnovamento Italiano                             | L’Ulivo                                    | 2.296                                      | 3,1     |      |
| Federazione dei Verdi                             | L’Ulivo                                    | 2.275                                      | 3,0     |      |
| ↳ Gesamt                                          | L’Ulivo                                    | 14.754                                     | 19,8    |      |
|                                                   | Partito della Rifondazione Comunista       | Partito della Rifondazione Comunista       | 3.299   | 4,4  |
|                                                   | Fiamma Tricolore                           | Fiamma Tricolore                           | 3.179   | 4,3  |
|                                                   | Lista Pannella – Sgarbi                    | Lista Pannella – Sgarbi                    | 2.462   | 3,3  |
|                                                   | Noi Siciliani – Fronte Nazionale Siciliano | Noi Siciliani – Fronte Nazionale Siciliano | 999     | 1,3  |
| Gesamt                                            | Gesamt                                     | Gesamt                                     | 74.658  | 100  |
|                                                   |                                            |                                            |         |      |
| Ungültige Stimmen                                 | Ungültige Stimmen                          | Ungültige Stimmen                          | 11.817  | 13,7 |
| Wähler                                            | Wähler                                     | Wähler                                     | 86.475  | 80,6 |
| Wahlberechtigte                                   | Wahlberechtigte                            | Wahlberechtigte                            | 107.298 |      |
|                                                   |                                            |                                            |         |      |
| Quelle: Innenministerium                          |                                            |                                            |         |      |

#### Parlamentswahl 2001

##### Direktstimmen
| Kandidaten               | Kandidaten                        | Parteien           | Stimmen | %    |
| ------------------------ | --------------------------------- | ------------------ | ------- | ---- |
|                          | Francesco Catanoso Genoesegewählt | Casa delle Libertà | 53.955  | 63,3 |
|                          | Vittorio Cecchi Gori              | L’Ulivo            | 20.020  | 23,5 |
|                          | Gaetano Cundari                   | Democrazia Europea | 6.187   | 7,3  |
|                          | Agata Maria Tempera               | Lista Di Pietro    | 3.117   | 3,7  |
|                          | Guglielmo Alessandro Teri         | Lista Emma Bonino  | 1.961   | 2,3  |
| Gesamt                   | Gesamt                            | Gesamt             | 85.240  | 100  |
|                          |                                   |                    |         |      |
| Ungültige Stimmen        | Ungültige Stimmen                 | Ungültige Stimmen  | 7.831   | 8,4  |
| Wähler                   | Wähler                            | Wähler             | 93.071  | 80,9 |
| Wahlberechtigte          | Wahlberechtigte                   | Wahlberechtigte    | 114.981 |      |
|                          |                                   |                    |         |      |
| Quelle: Innenministerium |                                   |                    |         |      |

##### Listenstimmen
| Parteien                       | Parteien                             | Parteien                               | Stimmen | %    |
| ------------------------------ | ------------------------------------ | -------------------------------------- | ------- | ---- |
|                                | Casa delle Libertà                   | Forza Italia                           | 33.493  | 39,6 |
| Alleanza Nazionale             | Casa delle Libertà                   | 14.151                                 | 16,7    |      |
| CCD – CDU                      | Casa delle Libertà                   | 6.271                                  | 7,4     |      |
| Nuovo PSI                      | Casa delle Libertà                   | 436                                    | 0,5     |      |
| ↳ Gesamt                       | Casa delle Libertà                   | 54.351                                 | 64,3    |      |
|                                | L’Ulivo                              | La Margherita (Dem – PPI – RI – Udeur) | 13.352  | 15,8 |
| Democratici di Sinistra        | L’Ulivo                              | 3.848                                  | 4,6     |      |
| Partito dei Comunisti Italiani | L’Ulivo                              | 737                                    | 0,9     |      |
| Il Girasole (FdV – SDI)        | L’Ulivo                              | 637                                    | 0,8     |      |
| ↳ Gesamt                       | L’Ulivo                              | 18.574                                 | 22,0    |      |
|                                | Democrazia Europea                   | Democrazia Europea                     | 4.989   | 5,9  |
|                                | Lista Di Pietro                      | Lista Di Pietro                        | 2.880   | 3,4  |
|                                | Partito della Rifondazione Comunista | Partito della Rifondazione Comunista   | 1.705   | 2,0  |
|                                | Lista Emma Bonino                    | Lista Emma Bonino                      | 1.503   | 1,8  |
|                                | Noi Siciliani                        | Noi Siciliani                          | 372     | 0,4  |
|                                | Paese Nuovo                          | Paese Nuovo                            | 136     | 0,2  |
|                                | Abolizione Scorporo                  | Abolizione Scorporo                    | 50      | 0,1  |
| Gesamt                         | Gesamt                               | Gesamt                                 | 84.560  | 100  |
|                                |                                      |                                        |         |      |
| Ungültige Stimmen              | Ungültige Stimmen                    | Ungültige Stimmen                      | 8.408   | 9,0  |
| Wähler                         | Wähler                               | Wähler                                 | 92.968  | 80,9 |
| Wahlberechtigte                | Wahlberechtigte                      | Wahlberechtigte                        | 114.981 |      |
|                                |                                      |                                        |         |      |
| Quelle: Innenministerium       |                                      |                                        |         |      |

## Von 2017 bis 2020

### Wahlkreisgebiet
Der Wahlkreis umfasste Gemeinden: 

### Wahlergebnisse

#### Parlamentswahl 2018
| Kandidaten               | Kandidaten                 | Stimmen | %    | Listen                               | Stimmen | %    |
| ------------------------ | -------------------------- | ------- | ---- | ------------------------------------ | ------- | ---- |
|                          | Giulia Grillogewählt       | 69.001  | 46,3 | Movimento 5 Stelle                   | 69.001  | 46,3 |
|                          | Francesco Catanoso Genoese | 52.750  | 35,4 | Forza Italia                         | 37.729  | 25,3 |
| Lega                     | Francesco Catanoso Genoese | 52.750  | 35,4 | 7.573                                | 5,1     |      |
| Fratelli d’Italia        | Francesco Catanoso Genoese | 52.750  | 35,4 | 5.815                                | 3,9     |      |
| Noi con l’Italia – UDC   | Francesco Catanoso Genoese | 52.750  | 35,4 | 1.633                                | 1,1     |      |
|                          | Nicola D’Agostino          | 18.771  | 12,6 | Partito Democratico                  | 15.835  | 10,6 |
| +Europa                  | Nicola D’Agostino          | 18.771  | 12,6 | 1.517                                | 1,0     |      |
| Italia Europa Insieme    | Nicola D’Agostino          | 18.771  | 12,6 | 768                                  | 0,5     |      |
| Civica Popolare          | Nicola D’Agostino          | 18.771  | 12,6 | 651                                  | 0,4     |      |
|                          | Matilde Riccioli           | 3.493   | 2,3  | Liberi e Uguali                      | 3.493   | 2,3  |
|                          | Francesco Strano           | 1.130   | 0,8  | Potere al Popolo!                    | 1.130   | 0,8  |
|                          | Massimo Adonia             | 1.065   | 0,7  | CasaPound Italia                     | 1.065   | 0,7  |
|                          | Alfio Raciti               | 1.043   | 0,7  | Il Popolo della Famiglia             | 1.043   | 0,7  |
|                          | Mario Carmelo Settineri    | 813     | 0,5  | Italia agli Italiani (FT – FN)       | 813     | 0,5  |
|                          | Orazio Calì                | 518     | 0,3  | Partito Comunista                    | 518     | 0,3  |
|                          | Erasmo Vecchio             | 296     | 0,2  | Lista del Popolo per la Costituzione | 296     | 0,2  |
|                          | Lucio Giorgio Caccamo      | 210     | 0,1  | Partito Valore Umano                 | 210     | 0,1  |
| Gesamt                   | Gesamt                     | 149.090 | 100  |                                      | 149.090 | 100  |
|                          |                            |         |      |                                      |         |      |
| Ungültige Stimmen        | Ungültige Stimmen          | 6.489   | 4,2  |                                      |         |      |
| Wähler                   | Wähler                     | 155.579 | 67,7 |                                      |         |      |
| Wahlberechtigte          | Wahlberechtigte            | 229.873 |      |                                      |         |      |
|                          |                            |         |      |                                      |         |      |
| Quelle: Innenministerium |                            |         |      |                                      |         |      |

## Seit 2020

### Wahlkreisgebiet
| Wahlkreise – Camera dei deputati – Autonome Region Sizilien | Wahlkreise – Camera dei deputati – Autonome Region Sizilien | Wahlkreise – Camera dei deputati – Autonome Region Sizilien                                                                                   |
| Provinz                                                     | Provinz                                                     | Gemeinden nach Provinzen ⮞ Wahlkreis |
| ----------------------------------------------------------- | ----------------------------------------------------------- | --- |
|                                                             | Metropolitanstadt Catania (58 Gemeinden)                    | 9 ⮞ Wahlkreis Catania 34 ⮞ Wahlkreis Acireale 15 ⮞ Wahlkreis Ragusa                                                                           |
|                                                             | Metropolitanstadt Messina (108 Gemeinden)                   | 48 ⮞ Wahlkreis Messina 60 ⮞ Wahlkreis Barcellona Pozzo di Gotto                                                                               |
|                                                             | Metropolitanstadt Palermo (82 Gemeinden)                    | 1 + Teil Palermos ⮞ Wahlkreis Palermo – Settecannoli 21 + Teil Palermos ⮞ Wahlkreis Palermo – Resuttana – San Lorenzo 59 ⮞ Wahlkreis Bagheria |
|                                                             | Provinz Agrigent (43 Gemeinden)                             | 36 ⮞ Wahlkreis Agrigent 7 ⮞ Wahlkreis Gela |
|                                                             | Provinz Caltanissetta (22 Gemeinden)                        | 21 ⮞ Wahlkreis Gela 1 ⮞ Wahlkreis Ragusa |
|                                                             | Provinz Enna (20 Gemeinden)                                 | alle ⮞ Wahlkreis Barcellona Pozzo di Gotto |
|                                                             | Provinz Ragusa (12 Gemeinden)                               | alle ⮞ Wahlkreis Ragusa |
|                                                             | Provinz Syrakus (21 Gemeinden)                              | alle ⮞ Wahlkreis Syrakus |
|                                                             | Provinz Trapani (24 Gemeinden)                              | alle ⮞ Wahlkreis Marsala |

Der Wahlkreis umfasst 34 Gemeinden der Metropolitanstadt Catania.

### Wahlergebnisse

#### Parlamentswahl 2022
| Kandidaten                          | Kandidaten                 | Stimmen | %    | Listen                                                  | Stimmen | %    |
| ----------------------------------- | -------------------------- | ------- | ---- | ------------------------------------------------------- | ------- | ---- |
|                                     | Francesco Ciancittogewählt | 90.015  | 40,8 | Fratelli d’Italia                                       | 51.530  | 23,4 |
| Forza Italia                        | Francesco Ciancittogewählt | 90.015  | 40,8 | 25.127                                                  | 11,4    |      |
| Lega per Salvini Premier            | Francesco Ciancittogewählt | 90.015  | 40,8 | 12.168                                                  | 5,5     |      |
| Noi Moderati                        | Francesco Ciancittogewählt | 90.015  | 40,8 | 1.190                                                   | 0,5     |      |
|                                     | Giovanni Carlo Amato       | 54.800  | 24,9 | Movimento 5 Stelle                                      | 54.800  | 24,9 |
|                                     | Chiara Guglielmino         | 29.812  | 13,5 | Partito Democratico – Italia Democratica e Progressista | 19.897  | 9,0  |
| Alleanza Verdi e Sinistra           | Chiara Guglielmino         | 29.812  | 13,5 | 4.737                                                   | 2,1     |      |
| +Europa                             | Chiara Guglielmino         | 29.812  | 13,5 | 3.790                                                   | 1,7     |      |
| Impegno Civico – Centro Democratico | Chiara Guglielmino         | 29.812  | 13,5 | 1.388                                                   | 0,6     |      |
|                                     | Santo Orazio Primavera     | 24.563  | 11,1 | Sud chiama Nord                                         | 24.563  | 11,1 |
|                                     | Angelica Prestianni        | 12.174  | 5,5  | Azione – Italia Viva                                    | 12.174  | 5,5  |
|                                     | Elena Agata Malafarina     | 3.652   | 1,7  | Italexit per l’Italia                                   | 3.652   | 1,7  |
|                                     | Alfio Messina              | 2.313   | 1,0  | Italia Sovrana e Popolare                               | 2.313   | 1,0  |
|                                     | Ermelinda Majorana         | 1.831   | 0,8  | Unione Popolare                                         | 1.831   | 0,8  |
|                                     | Daniele Ferrera            | 1.345   | 0,6  | Vita                                                    | 1.345   | 0,6  |
| Gesamt                              | Gesamt                     | 220.505 | 100  |                                                         | 220.505 | 100  |
|                                     |                            |         |      |                                                         |         |      |
| Ungültige Stimmen                   | Ungültige Stimmen          | 21.103  | 8,7  |                                                         |         |      |
| Wähler                              | Wähler                     | 241.608 | 61,5 |                                                         |         |      |
| Wahlberechtigte                     | Wahlberechtigte            | 392.826 |      |                                                         |         |      |
|                                     |                            |         |      |                                                         |         |      |
| Quelle: Innenministerium            |                            |         |      |                                                         |         |      |